# مستشفى جابر الأحمد للقوات المسلحة
مستشفى جابر الأحمد للقوات المسلحة هو مستشفى عسكري يقع في منطقة صبحان بدولة الكويت، كان يعرف سابقاً باسم مستشفى القوات المسلحة، وافتتح في 27 فبراير 1990.